# Ranunculus carpaticus
Ranunculus carpaticus là một loài thực vật có hoa trong họ Mao lương. Loài này được Herbich miêu tả khoa học đầu tiên năm 1836.